# Northwest Airlink
Northwest Airlink — торговая марка (бренд) магистральной авиакомпании Соединённых Штатов Америки Northwest Airlines, используемая рядом региональных авиаперевозчиков США для выполнения пассажирских перевозок в крупные транзитные аэропорты Northwest Airlines из небольших аэропортов страны.
Под брендом Northwest Airlink выполняются рейсы на турбовинтовых и региональных реактивных самолётах из крупных узловых аэропортов в Международном аэропорту Миннеаполис/Сент-Пол, Столичном аэропорту Дейтрот округа Уэйн и Международном аэропорту Мемфис. Маршрутные сети авиакомпаний, работающих под брендом Northwest Airlink, соединяют хабы в первую очередь с малыми и средними городами и посёлками США, а также крупные аэропорты между собой в случаях, когда необходимо выполнение рейсов с малой загрузкой, но высокой частотой полётов.
Рейсы Northwest Airlink выполняются на 34-х местных турбовинтовых самолётах Saab 340 и 50-и местных реактивных самолётах Bombardier CRJ-200 с одноклассной конфигурацией пассажирских салонов. Авиакомпании Mesaba Airlines и Compass Airlines недавно начали использовать под торговой маркой Northwest Airlink самолёты Bombardier CRJ-900 (Mesaba) и Embraer E-175 (Compass), обе модели самолётов имеют пассажирские салоны на 76 мест в двухклассной конфигурации.
Под торговой маркой Northwest Airlink в настоящее время работают три региональных авиакомпании:
- Compass Airlines (полностью принадлежит авиакомпании Delta Air Lines) — эксплуатирует воздушный флот из самолётов Embraer E-175 и работает на всей территории США. Компания была создана на ранее действовавших лётных сертификатах эксплуатанта — авиакомпании Independence Air;
- Mesaba Airlines (полностью принадлежит авиакомпании Delta Air Lines) — эксплуатирует воздушный флот из турбовинтовых самолётов Saab 340, реактивных самолётов CRJ-200 и CRJ-900, выполняя регулярные рейсы по всей территории страны;
- Pinnacle Airlines (независимая авиакомпания) — эксплуатирует флот из реактивных самолётов CRJ-200 по всей территории Соединенных Штатов.

Ранее по брендом Northwest Airlink работали региональные авиакомпании Fischer Brothers Aviation, Pacific Island Aviation, Business Express Airlines и Simmons Airlines.

## Авиапроисшестия и несчастные случаи
- 1 декабря 1993 года, рейс 5719 авиакомпании Express Airlines II Миннеаполис/Сент-Пол-Хиббинг (Миннесота), British Aerospace Jetstream 31, регистрационный номер N334PX. При заходе на посадку в аэропорту Хиббинга в трёх милях от взлётно-посадочной полосы самолёт столкнулся с деревьями и упал на землю, погибли все 18 человек. Причиной катастрофы стала ошибка командира корабля, вовремя не принявшего решения о начале снижения самолёта, дальнейшая потеря экипажем ориентировки по высоте при нестабилизированном выведении на посадку в условиях тёмного времени суток, тумана и ледяной изморози[1][2].
- 14 октября 2004 года, рейс 3701 Литтл-Рок (Аризона)-Миннеаполис (Миннесота), Bombardier CRJ-200. Самолёт, выполнявший ночной перегонный рейс между аэропортами и следовавший без пассажиров, разбился в районе Джефферсон-Сити (Миссури). Причиной катастрофы послужил выход самолёта на закритические углы атаки, остановка двигателей и невозможность их перезапуска по причине повреждения при остановке. Погибли оба пилота[3].
- 8 мая 2008 года, рейс 2040 авиакомпании Compass Airlines Миннеаполис—Реджайна (Саскачеван), на борту 74 пассажира и 4 члена экипажа. Самолёт был совершил вынужденную посадку в аэропорту города Фарго (Северная Дакота) из-за пожара в туалетном отсеке. Сообщений о пострадавших на борту не поступало.[4]